# Убайдуллоев, Махмадсаид Убайдуллоевич
Махмадсаи́д Убайдулло́евич Убайдулло́ев (р. 1 февраля 1952 года, с. им. Кирова колхоза «Рохи Ленин» Фархорского района Кулябской области Таджикской ССР) — советский и таджикский государственный деятель, председатель верхней палаты парламента Таджикистана  (2000—2020), мэр Душанбе (1996—2017).

## Биография
В 1970 году окончил Таджикский политехнический институт, в 1974 году — Харьковский политехнический институт по специальности инженер-электрик. В 1983—1985 годах — слушатель Высшей партийной школы при ЦК КПСС в Ташкенте.
Работал старшим инженером группы управления и мониторинга информационной и компьютерной станции управления статистики, главным инженером машиносчётной станции статистического управления, директором вычислительного центра статистического управления Кулябской области, инструктором, зав. отделом Кулябского горкома Компартии Таджикской ССР, заместителем начальника Центрального статистического управления Таджикской ССР, заведующим отделом Кулябского обкома Компартии Таджикской ССР, начальником Хатлонского областного управления статистики, заместителем председателя исполнительного комитета Кулябского областного Совета народных депутатов.
С 1992 года — заместитель председателя Совета Министров Республики Таджикистан. В 1994—1996 годах — первый заместитель премьер-министра Республики Таджикистан. Принимал участие (со стороны правительственной делегации) в переговорах 1994—1997 годов по мирному урегулированию межтаджикского конфликта.
С 1996 года — мэр города Душанбе, сменил на этом посту Юрия Поносова.
С апреля 2000 года — председатель верхней палаты парламента — Маджлиси Милли Маджлиси Оли Республики Таджикистан. С 2005 года переизбран на этот пост, с 2010 года — член Маджлиси милли Маджлиси Оли Республики Таджикистан 4-го созыва, с 2015 года переизбран на пост председателя верхней палаты парламента 5-го созыва.
12 января 2017 года президент Таджикистана Эмомали Рахмон освободил Убайдулоева от должности мэра Душанбе. На его место был назначен сын президента — Рустам Эмомали. 12 января 2017 года был награждён орденом «Заринточ» 1 степени за весомый вклад в развитие столицы.

## Награды
- Орден «Дусти» (1998)[2].
- Орден Исмоили Сомони (1999)[2].
- Орден «Содружество» (25 марта 2002 года, Совет Межпарламентской Ассамблеи государств — участников Содружества Независимых Государств) — за активное участие в деятельности Межпарламентской Ассамблеи и её органов, вклад в укрепление дружбы между народами государств — участников Содружества[5].
- Орден Исмоили Сомони I степени (2006)[6].
- Орден Дружбы (4 августа 2016 года, Россия) — за большой вклад в развитие парламентских связей с Российской Федерацией, укрепление дружбы, сотрудничества и взаимопонимания между народами[2][7].
- Медаль «МПА СНГ. 25 лет» (27 марта 2017 года, Межпарламентская ассамблея СНГ) — за заслуги в деле развития и укрепления парламентаризма, за вклад в развитие и совершенствование правовых основ функционирования Содружества Независимых Государств, укрепление международных связей и межпарламентского сотрудничества[8].
- Орден «Зарринточ» I степени (2017)[2].
- Орден Звезда Президента Таджикистана I степени (2020)[9].